# Saison 5 de RuPaul's Drag Race All Stars
La cinquième saison de RuPaul's Drag Race All Stars est diffusée pour la première fois du 5 juin 2020 au 24 juillet 2020 sur VH1 aux États-Unis et sur WOW Presents Plus à l'international.
Le 19 août 2019, l'émission est renouvelée pour sa cinquième saison. Le casting est composé de dix candidates et est dévoilé le 8 mai 2020 sur les réseaux sociaux.
La gagnante de la saison reçoit un an d'approvisionnement de maquillage chez Anastasia Beverly Hills et 100 000 dollars.
La gagnante de la saison est Shea Couleé, avec Jujubee et Miz Cracker comme secondes.

## Candidates
(Les noms et âges donnés sont ceux annoncés au moment de la compétition.)
| Candidate               | Âge | Résidence                  | Saison originale | Classement original | Classement final |
| ----------------------- | --- | -------------------------- | ---------------- | ------------------- | ---------------- |
| Shea Couleé             | 30  | Chicago, Illinois          | Saison 9         | 3e/4e place         | Gagnante         |
| Jujubee                 | 35  | Boston, Massachusetts      | Saison 2         | 3e place            | Secondes         |
| Miz Cracker             | 35  | New York, État de New York | Saison 10        | 6e place            | Secondes         |
| Blair St. Clair         | 24  | Indianapolis, Indiana      | Saison 10        | 9e place            | 4e place         |
| Alexis Mateo            | 40  | Las Vegas, Nevada          | Saison 3         | 3e place            | 5e place         |
| India Ferrah            | 33  | Las Vegas, Nevada          | Saison 3         | 10e place           | 6e place         |
| Mayhem Miller           | 37  | Riverside, Californie      | Saison 10        | 10e place           | 7e place         |
| Mariah Paris Balenciaga | 37  | Los Angeles, Californie    | Saison 3         | 9e place            | 8e place         |
| Ongina                  | 37  | Los Angeles, Californie    | Saison 1         | 5e place            | 9e place         |
| Derrick Barry           | 36  | Las Vegas, Nevada          | Saison 8         | 5e place            | 10e place        |

## Progression des candidates
|                         | Épisode | Épisode | Épisode | Épisode | Épisode | Épisode | Épisode | Épisode  |
| 1                       | 2       | 3       | 4       | 5       | 6       | 7       | 8       |          |
| ----------------------- | ------- | ------- | ------- | ------- | ------- | ------- | ------- | -------- |
| Shea Couleé             | SAFE    | WIN     | BTM3    | SAFE    | WIN     | BTM4    | BTM3    | GAGNANTE |
| Jujubee                 | SAFE    | HIGH    | WIN     | HIGH    | BTM5    | BTM4    | BTM3    | SECONDE  |
| Miz Cracker             | HIGH    | SAFE    | SAFE    | WIN     | BTM5    | WIN     | WIN     | SECONDE  |
| Blair St. Clair         | SAFE    | HIGH    | HIGH    | SAFE    | BTM5    | BTM4    | ELIM    | INVITÉE  |
| Alexis Mateo            | HIGH    | SAFE    | SAFE    | HIGH    | BTM5    | ELIM    |         | INVITÉE  |
| India Ferrah            | WIN     | BTM3    | BTM3    | BTM2    | ELIM    |         |         | INVITÉE  |
| Mayhem Miller           | BTM2    | SAFE    | HIGH    | ELIM    |         |         |         | INVITÉE  |
| Mariah Paris Balenciaga | SAFE    | BTM3    | ELIM    |         |         |         |         | INVITÉE  |
| Ongina                  | LOW     | ELIM    |         |         |         |         |         | INVITÉE  |
| Derrick Barry           | ELIM    |         |         |         |         |         |         | INVITÉE  |

 La candidate a gagné RuPaul's Drag Race All Stars.
 La candidate est arrivée seconde.
 La candidate a gagné le maxi défi et le lip-sync.
 La candidate a gagné le maxi défi mais a perdu le lip-sync.
 La candidate a reçu des critiques positives des juges et a été déclarée sauve.
 La candidate a été déclarée sauve.
 La candidate a reçu des critiques négatives des juges et a été déclarée sauve.
 La candidate a été en danger d'élimination.
 La candidate a été éliminée.

## Lip-syncs
| Épisode | Candidate (Choix d'élimination)         | vs.                                     | Lip Sync Assassin (Choix d'élimination)  | Chanson             | Artiste             | Gagnante(s)                   | Candidates en danger d'élimination                            | Candidate éliminée      |
| ------- | --------------------------------------- | --------------------------------------- | ---------------------------------------- | ------------------- | ------------------- | ----------------------------- | ------------------------------------------------------------- | ----------------------- |
| 1       | India Ferrah (Derrick Barry)            | vs.                                     | Yvie Oddly (India Ferrah)                | Livin' La Vida Loca | Ricky Martin        | Yvie Oddly                    | Derrick Barry Mayhem Miller                                   | Derrick Barry           |
| 2       | Shea Couleé (Ongina)                    | vs.                                     | Alyssa Edwards (Ongina)                  | Neutron Dance       | The Pointer Sisters | Shea Couleé                   | India Ferrah Mariah Paris Balenciaga Ongina                   | Ongina                  |
| 3       | Jujubee (Mariah Paris Balenciaga)       | vs.                                     | Monét X Change (Mariah Paris Balenciaga) | Juice               | Lizzo               | Monét X Change                | India Ferrah Mariah Paris Balenciaga Shea Couleé              | Mariah Paris Balenciaga |
| 4       | Miz Cracker (Mayhem Miller)             | vs.                                     | Morgan McMichaels (Mayhem Miller)        | Where Have You Been | Rihanna             | Miz Cracker Morgan McMichaels | India Ferrah Mayhem Miller                                    | Mayhem Miller           |
| 5       | Shea Couleé (India Ferrah)              | vs.                                     | Vanessa Vanjie Mateo (India Ferrah)      | Open Your Heart     | Madonna             | Shea Couleé                   | Alexis Mateo Blair St. Clair India Ferrah Jujubee Miz Cracker | India Ferrah            |
| 6       | Miz Cracker (Alexis Mateo)              | vs.                                     | Roxxxy Andrews (Alexis Mateo)            | One Last Time       | Ariana Grande       | Roxxxy Andrews                | Alexis Mateo Blair St. Clair Jujubee Shea Couleé              | Alexis Mateo            |
| 7       | Miz Cracker (Blair St. Clair)           | vs.                                     | Kennedy Davenport (Blair St. Clair)      | Fancy               | Reba McEntire       | Miz Cracker                   | Blair St. Clair Jujubee Shea Couleé                           | Blair St. Clair         |
| Épisode | Candidates                              | Candidates                              | Candidates                               | Chanson             | Artiste             | Gagnante                      | Gagnante                                                      | Gagnante                |
| 8       | Jujubee vs. Miz Cracker vs. Shea Couleé | Jujubee vs. Miz Cracker vs. Shea Couleé | Jujubee vs. Miz Cracker vs. Shea Couleé  | Make Me Feel        | Janelle Monáe       | Shea Couleé                   | Shea Couleé                                                   | Shea Couleé             |

 La candidate a été éliminée après sa première fois en danger d'élimination.
 La candidate a été éliminée après sa deuxième fois en danger d'élimination.
 La candidate a été éliminée après sa troisième fois en danger d'élimination.
 La candidate a été éliminée après sa quatrième fois en danger d'élimination.
 La candidate a remporté le lip-sync et la saison.

## Tableau des votes
| Épisode                 | 1             | 2           | 3                       | 4             | 5            | 6            | 7               |
| ----------------------- | ------------- | ----------- | ----------------------- | ------------- | ------------ | ------------ | --------------- |
| Décisionnaire           | Le groupe     | Shea Couleé | Le groupe               | Miz Cracker   | Shea Couleé  | Le groupe    | Miz Cracker     |
| Décisionnaire           | Le groupe     | Shea Couleé | Le groupe               | Le groupe     | Shea Couleé  | Le groupe    | Miz Cracker     |
|                         |               |             |                         |               |              |              |                 |
| Shea Couleé             | Derrick       | Ongina      | Mariah                  | Mayhem        | India        | Alexis       | Blair           |
| Jujubee                 | Mayhem        | Ongina      | Mariah                  | Mayhem        | India        | Alexis       | Blair           |
| Miz Cracker             | Derrick       | Ongina      | Mariah                  | Mayhem        | India        | Alexis       | Blair           |
| Blair St. Clair         | Derrick       | Ongina      | Mariah                  | Mayhem        | India        | Alexis       | Jujubee         |
| Alexis Mateo            | Derrick       | Ongina      | Shea                    | Mayhem        | India        | Blair        |                 |
| India Ferrah            | Derrick       | Ongina      | Mariah                  | Mayhem        | Alexis       |              |                 |
| Mayhem Miller           | Derrick       | Ongina      | Shea                    | Mayhem        |              |              |                 |
| Mariah Paris Balenciaga | Derrick       | Ongina      | India                   |               |              |              |                 |
| Ongina                  | Derrick       | Ongina      |                         |               |              |              |                 |
| Derrick Barry           | Mayhem        |             |                         |               |              |              |                 |
|                         |               |             |                         |               |              |              |                 |
| Candidate éliminée      | Derrick Barry | Ongina      | Mariah Paris Balenciaga | Mayhem Miller | India Ferrah | Alexis Mateo | Blair St. Clair |

## Juges invités
La liste des juges invités de la cinquième saison de RuPaul's Drag Race All Stars est dévoilée le 21 mai 2020. Cités par ordre d'apparition :
- Ricky Martin, chanteur portorico-espagnol ;
- Madison Beer, chanteuse et mannequin américaine ;
- Tessa Thompson, actrice américaine ;
- Martyn Lawrence Bullard, décorateur d'intérieur américain ;
- Nicole Byer, comédienne américaine ;
- Sarah Hyland, actrice américaine ;
- Jeffrey Bowyer-Chapman, acteur canadien ;
- Tommy Dorfman, actrice américaine ;
- Bebe Rexha, chanteuse américaine ;
- Jane Krakowski, actrice américaine ;
- Sam Richardson, acteur américain ;
- Todrick Hall, chanteur américain.

### Juges invités
Certains invités apparaissent lors des épisodes, mais ne font pas partie du panel de jurés.
Épisode 1
- Yvie Oddly, drag queen américaine.

Épisode 2
- Alyssa Edwards, drag queen américaine ;
- Freddy Scott, compositeur américain.
- Leland, compositeur américain.

Episode 3
- Monét X Change, drag queen américaine.

Épisode 4
- Morgan McMichaels, drag queen scotto-américaine.

Épisode 5
- Vanessa Vanjie Mateo, drag queen américaine.

Épisode 6
- Roxxxy Andrews, drag queen américaine.

Épisode 7
- Kennedy Davenport, drag queen américaine.

Épisode 8
- Monét X Change, drag queen américaine ;
- Trinity The Tuck, drag queen américaine.

## Épisodes
| Candidate | Alexis Mateo | Blair St. Clair | Derrick Barry | India Ferrah | Jujubee | Mariah Paris Balenciaga | Mayhem Miller | Miz Cracker | Ongina | Shea Couleé |
| Talent    | Lip-sync     | Chant           | Imitations    | Lip-sync     | Chant   | Spoken word             | Chant         | Lip-sync    | Danse  | Pole dance  |

| Équipe    | Équipe India Ferrah | Équipe India Ferrah | Équipe India Ferrah | Équipe Blair St. Clair | Équipe Blair St. Clair | Équipe Blair St. Clair | Équipe Shea Couleé      | Équipe Shea Couleé | Équipe Shea Couleé |
| --------- | ------------------- | ------------------- | ------------------- | ---------------------- | ---------------------- | ---------------------- | ----------------------- | ------------------ | ------------------ |
| Candidate | Alexis Mateo        | India Ferrah        | Jujubee             | Blair St. Clair        | Mayhem Miller          | Miz Cracker            | Mariah Paris Balenciaga | Ongina             | Shea Couleé        |
| Célébrité | Daddy Yankee        | Justin Timberlake   | John Stamos         | Hannibal Lecter        | Fred Rogers            | Sylvester Stallone     | Jason Momoa             | Henry Cavill       | Chadwick Boseman   |

| Équipe    | The Golden Gals' Palace | The Golden Gals' Palace | The Golden Gals' Palace | The GlamaZone | The GlamaZone | The GlamaZone | The 24K Experience | The 24K Experience |
| --------- | ----------------------- | ----------------------- | ----------------------- | ------------- | ------------- | ------------- | ------------------ | ------------------ |
| Candidate | Mariah Paris Balenciaga | Miz Cracker             | Shea Couleé             | Alexis Mateo  | India Ferrah  | Jujubee       | Blair St. Clair    | Mayhem Miller      |

| Segment   | 1            | 1             | 2               | 2       | 2           | 3            | 3           |
| --------- | ------------ | ------------- | --------------- | ------- | ----------- | ------------ | ----------- |
| Candidate | India Ferrah | Mayhem Miller | Blair St. Clair | Jujubee | Miz Cracker | Alexis Mateo | Shea Couleé |

| Snatchelor | Tommy Dorfman  | Tommy Dorfman | Tommy Dorfman | Jeffrey Bowyer-Chapman | Jeffrey Bowyer-Chapman | Jeffrey Bowyer-Chapman |
| ---------- | -------------- | ------------- | ------------- | ---------------------- | ---------------------- | ---------------------- |
| Candidate  | Alexis Mateo   | India Ferrah  | Miz Cracker   | Blair St. Clair        | Jujubee                | Shea Couleé            |
| Personnage | Walter Mercado | Jeffree Star  | Lady Gaga     | Ellen DeGeneres        | Eartha Kitt            | Flavor Flav            |

| Candidate finaliste | Jujubee         | Miz Cracker      | Shea Couleé     |
| --- | --------------- | ---------------- | --------------- |
| Victoire(s) | 1               | 3                | 2               |
| Épisode(s) | Épisode 3       | Épisodes 4, 6, 7 | Épisodes 2, 5   |
| Risque(s) d'élimination | 3               | 1                | 3               |
| Épisode(s) | Épisode 5, 6, 7 | Épisode 5        | Épisode 3, 6, 7 |
| (À partir du cinquième épisode, les candidates n'ayant pas gagné le défi sont placées en danger d'élimination indépendamment de leur performance.) |                 |                  |                 |